# Rincón Chamula
Rincón Chamula es una localidad ubicada en el estado de Chiapas, México. Es la cabecera municipal del municipio de Rincón Chamula San Pedro, en la región Altos Tsotsil-Tseltal del estado.
Según datos del Instituto Nacional de Estadística y Geografía (INEGI), en el año 2020 contaba con una población total de 6,732 habitantes.

## Características
La localidad se encuentra a una altitud aproximada de 1,879 metros sobre el nivel del mar. Forma parte de una región de fuerte presencia indígena, principalmente de origen tsotsil, y conserva tradiciones culturales propias de los Altos de Chiapas.

## Toponimia
El nombre «Chamula» proviene de los términos en náhuatl shamitl, adobe; mulli, espeso; atl, agua. Su significado es «Agua espesa como el adobe».

## Demografía
| Gráfica de evolución demográfica |
|                                  |

| Censo | Población |
| ----- | --------- |
| 1910  | 200       |
| 1921  | 365       |
| 1930  | 902       |
| 1940  | 869       |
| 1950  | 1 030     |
| 1960  | 1 059     |
| 1970  | 1 475     |
| 1980  | 1 460     |
| 1990  | 3 030     |
| 2000  | 3 970     |
| 2010  | 5 592     |
| 2020  | 6 732     |